# Luna Sea
A Luna Sea (stilizálva LUNA SEA) 1986-ban alapított japán rockegyüttes, a visual kei mozgalom egyik meghatározó együttese.

## Története
J és  Inoran alapították Lunacy néven, majd 1989-ben csatlakozott hozzájuk Rjúicsi, Sinja és Sugizo, ezzel véglegesítve a felállásukat, mely azóta is változatlan.
1991-ben hide, az X Japan gitárosa révén kerültek kapcsolatba az Extasy Records független kiadóval, itt jelent meg első nagylemezük, és ekkor lett a nevük Luna Sea. A független kiadónál elért sikereik hatására leszerződtek az MCA Victorhoz, itt jelent meg második lemezük, az Image 1992-ben. 1998-ban átszerződtek a Universalhoz és megjelent legsikeresebb lemezük, a Shine, mely több mint egymillió példányban kelt el. Hetedik stúdióalbumuk, a Lunacy megjelenését követően 2000-ben az együttes feloszlott.
2007. december 24-én a Luna Sea egyetlen koncert erejéig újra összeállt a Tokyo Dome-ban, majd 2008. május 2-án részt vettek a hide emlékének szentelt hide memorial summit elnevezésű kétnapos koncerten.
2010. augusztus 31-én az együttes Hongkongban adott sajtótájékoztatót, ahol bejelentették, hogy 10 év szünetet követően újra világkörüli turnéra indulnak. 2013-ban megjelent új nagylemezük, az A Will. 2014-ben pedig újraalakulásuk óta először országos turnéra indultak.

## Diszkográfia
Stúdióalbumok
- Luna Sea (1991)
- Image (1992)
- Eden (1993)
- Mother (1994)
- Style (1996)
- Shine (1998)
- Lunacy (2000)
- A Will (2013)
- Luv (2017)
- Cross (2019)